# Can Plaja (Corçà)
Can Plaja és un edifici de Casavells, al municipi de Corçà (Baix Empordà), inclòs a l'Inventari del Patrimoni Arquitectònic de Catalunya.

## Descripció
Edifici situat al veïnat de les Costes, als afores del poble de Casavells. Constituït per tres plantes (planta baixa i dos pisos) i una coberta a dues aigües. És de planta rectangular, construït al segle xix amb pedra, l'estructura portant, i teula àrab, la coberta. L'edifici pel que fa a les façanes, apareix arrebossat.
S'observen contraforts a les façanes més curtes, que ajuden a estabilitzar l'edifici.

## Història
Una gran terrassa s'obra en una de les façanes laterals.